# Радомир Радујков
Радомир Радујков (Нови Сад, 26. август 1913 — Нови Сад, 2. јул 1982) био је друштвено-културни радник. Радујков је био директор "Дневника" и СНП, градоначелник (1951—1952), председник Матице српске, оснивач Стеријиног позорја. 

## Биографија
Рођен у Новом Саду 1913. године, почео је да студира права у Београду , али је као љубитељ природе прешао на шумарство, да би 1935. године студије наставио у Загребу на Агрономско-шумарском факултету. Пред рат 1941. преостало му је још неколико испита до дипломирања. Као гимназиста приступио је левичарском омладинском покрету. Кад је у Загребу наставио да студира шумарство, окупљао је студенте из Војводине. Покренуо је 1936. академски културни клуб Војвођана "Михаило Полит- Десанчић" и био му први председник, такође је основао мензу у којој су се студенти по повољним ценама хранили. Деловао је са ретко виђеним еланом, посебно на подручју културе и информисања. Био је члан Агитпропа, биран је у Покрајински комитет и за посланика Скупштине АП Војводине. После Алимпија Поповића и Душана Иброчића, био је трећи по реду послератни председник Градског народног одбора. На функцији градоначелника визионарски је сагледавао будући развој града; предвиђао је да ће постати, не само привредни центар Војводине, већ и да ће бити једно од највећих културних средишта у Југославији, чему је и он доприносио својим радом. Из Градске куће прешао је 1952. у новинско-издавачку и штампарску кућу "Слободна Војводина". Дневни лист, настао у партизанско време, извукао је својим трудом и новим идејама из провинцијалног учаурења и локалних оквира на шире просторе, јачајући га кадровски и освежавајући у садржинском и техничком погледу, под новим (и данашњим) именом "Дневник". Десетак дана пре смрти, већ увелико опхрван тешком болешћу срца, смогао је снаге да учествује у раду Уређивачког одбора Енциклопедије Војводине, показујући не само своје познавање овог поднебља, већ и изузетну љубав према свом завичају.